# Dezső Lemhényi
Dezső Lemhényi (även Kollmann), född 9 december 1917 i Budapest, död 4 december 2003 i Budapest, var en ungersk vattenpolospelare och -tränare. Han representerade Ungern i OS vid olympiska sommarspelen 1948 i London och olympiska sommarspelen 1952 i Helsingfors. 
I OS-turneringen 1948 tog Ungern silver och Lemhényi gjorde tre mål. Han gjorde fem mål i OS-turneringen 1952 som Ungern vann. Han gifte sig med gymnasten Olga Tass. Lemhényi var chefstränare för Ungerns herrlandslag 1953–1954 och 1958–1960, för Frankrikes herrlandslag 1961–1968 samt för Kanadas herrlandslag 1972–1976. Han valdes in i The International Swimming Hall of Fame 1998.